# Спеціальна зона № 4
Спеціальна зона № 4 (англ. Special Area No. 4) — спеціальна зона в Канаді, у провінції Альберта.

## Населення
За даними перепису 2016 року, спеціальна зона нараховував 1237 жителів, показавши скорочення на 8,5%, порівняно з 2011-м роком. Середня густина населення становила 0,3 осіб/км².
З офіційних мов обидвома одночасно володіли 10 жителів, тільки англійською — 1 215, а 10 — жодною з них. Усього 140 осіб вважали рідною мовою не одну з офіційних, з них 15 — українську.
Працездатне населення становило 79,8% усього населення, рівень безробіття — 2,8% (2,5% серед чоловіків та 3,2% серед жінок). 55,6% були найманими працівниками, 43,7% — самозайнятими.
Середній дохід на особу становив $60 923 (медіана $41 907), при цьому для чоловіків — $72 614, а для жінок $47 487 (медіани — $51 072 та $33 664 відповідно).
27,7% мешканців мали закінчену шкільну освіту, не мали закінченої шкільної освіти — 24,9%, 47,5% мали післяшкільну освіту, з яких 8,3% мали диплом бакалавра, або вищий.
| Статево-вікова структура населення | Статево-вікова структура населення | Статево-вікова структура населення | Статево-вікова структура населення | Статево-вікова структура населення |
| ---------------------------------- | ---------------------------------- | ---------------------------------- | ---------------------------------- | ---------------------------------- |
|                                    |                                    |                                    |                                    |                                    |
| Всього                             | Всього                             | 50,8%49,2%                         |                                    |                                    |
| 0 — 14 років                       | 0 — 14 років                       |                                    | 23,5%                              | 23,5%                              |
| 15 — 64 років                      | 15 — 64 років                      |                                    | 64,4%                              | 64,4%                              |
| 65 і більше                        | 65 і більше                        |                                    | 12,1%                              | 12,1%                              |
| 85 і більше                        | 85 і більше                        |                                    | 0,4%                               | 0,4%                               |
| Середній вік (років)               | Середній вік (років)               | 38,336,4                           | 37,4                               | 37,4                               |
| Медіана (років)                    | Медіана (років)                    | 39,237,4                           | 38,5                               | 38,5                               |
| — чоловіки — жінки                 |                                    |                                    |                                    |                                    |

| Походження мешканців:     | Походження мешканців:     | Походження мешканців: | Походження мешканців: | Походження мешканців: |
| ------------------------- | ------------------------- | --------------------- | --------------------- | --------------------- |
| Походження                |                           |                       | осіб                  | %                     |
| Корінні американці        | Корінні американці        |                       | 15                    | 1.32%                 |
| Інше північноамериканське | Інше північноамериканське |                       | 415                   | 36.4%                 |
| Європейське               | Європейське               |                       | 865                   | 75.88%                |
| британське                | британське                |                       | 515                   | 45.18%                |
| французьке                | французьке                |                       | 95                    | 8.33%                 |
| українське                | українське                |                       | 75                    | 6.58%                 |
| Азійське                  | Азійське                  |                       | 10                    | 0.88%                 |
| Океанійське               | Океанійське               |                       | 10                    | 0.88%                 |

| Зайнятість населення за галузями (за класифікацією NOC): | Зайнятість населення за галузями (за класифікацією NOC): | Зайнятість населення за галузями (за класифікацією NOC): | Зайнятість населення за галузями (за класифікацією NOC): | Зайнятість населення за галузями (за класифікацією NOC): |
| -------------------------------------------------------- | -------------------------------------------------------- | -------------------------------------------------------- | -------------------------------------------------------- | -------------------------------------------------------- |
|                                                          |                                                          |                                                          |                                                          |                                                          |
| Управління                                               | Управління                                               |                                                          | 34%                                                      | 34%                                                      |
| Бізнес, фінанси та адміністрування                       | Бізнес, фінанси та адміністрування                       |                                                          | 14,9%                                                    | 14,9%                                                    |
| Природничі та прикладні науки                            | Природничі та прикладні науки                            |                                                          | 2,1%                                                     | 2,1%                                                     |
| Охорона здоров'я                                         | Охорона здоров'я                                         |                                                          | 2,8%                                                     | 2,8%                                                     |
| Освіта, правозахист, муніципальні та урядові служби      | Освіта, правозахист, муніципальні та урядові служби      |                                                          | 3,5%                                                     | 3,5%                                                     |
| Роздрібна торгівля та послуги                            | Роздрібна торгівля та послуги                            |                                                          | 9,9%                                                     | 9,9%                                                     |
| Гуртова торгівля, транспорт та обладнання                | Гуртова торгівля, транспорт та обладнання                |                                                          | 12,8%                                                    | 12,8%                                                    |
| Природні ресурси, сільське господарство                  | Природні ресурси, сільське господарство                  |                                                          | 17%                                                      | 17%                                                      |
| Виробництво                                              | Виробництво                                              |                                                          | 2,8%                                                     | 2,8%                                                     |

## Населені пункти
До складу спеціальної зони входять села Ветеран, Консорт, а також хутори, інші малі населені пункти та розосереджені поселення.

## Клімат
Середня річна температура становить 2,6°C, середня максимальна – 22,8°C, а середня мінімальна – -22,3°C. Середня річна кількість опадів – 369 мм.
| Клімат поселення                              | Клімат поселення | Клімат поселення | Клімат поселення | Клімат поселення | Клімат поселення | Клімат поселення | Клімат поселення | Клімат поселення | Клімат поселення | Клімат поселення | Клімат поселення | Клімат поселення | Клімат поселення |
| Показник                                      | Січ.             | Лют.             | Бер.             | Квіт.            | Трав.            | Черв.            | Лип.             | Серп.            | Вер.             | Жовт.            | Лист.            | Груд.            |                  |
| Середній максимум, °C                         | −8,12            | −4,86            | 1,86             | 11,13            | 17,72            | 22,28            | 22,82            | 22,29            | 16,52            | 10,22            | 0,31             | −7,2             |                  |
| Середня температура, °C                       | −15,19           | −11,94           | −5,2             | 4,04             | 10,64            | 15,20            | 17,66            | 17,12            | 11,34            | 5,06             | −4,85            | −12,36           |                  |
| Середній мінімум, °C                          | −22,26           | −19,02           | −12,29           | −3,02            | 3,58             | 8,14             | 12,49            | 11,95            | 6,18             | −0,1             | −10,03           | −17,53           |                  |
| Норма опадів, мм                              | 18               | 9                | 16               | 21               | 36               | 75               | 65               | 49               | 33               | 16               | 16               | 15               |                  |
| Середньомісячна швидкість вітру, м/с          | 4.46             | 4.31             | 4.50             | 4.70             | 4.50             | 4.20             | 3.70             | 3.62             | 4.00             | 4.31             | 4.44             | 4.42             |                  |
| Середньомісячна сонячна радіація, кДж/м²·день | 4083             | 7624             | 12682            | 17709            | 21045            | 22361            | 22951            | 19371            | 13331            | 8227             | 4341             | 3022             |                  |
| --------------------------------------------- | ---------------- | ---------------- | ---------------- | ---------------- | ---------------- | ---------------- | ---------------- | ---------------- | ---------------- | ---------------- | ---------------- | ---------------- | ---------------- |
| Джерело:                                      |                  |                  |                  |                  |                  |                  |                  |                  |                  |                  |                  |                  |                  |